# Kassina wazae
Kassina wazae é uma espécie de anfíbio anuro da família Hyperoliidae. Está presente nos Camarões. A UICN classificou-a como deficiente de dados.